# 661666 Chenchengpo
661666 Chenchengpo è un asteroide della fascia principale. Scoperto nel 2007, presenta un'orbita caratterizzata da un semiasse maggiore pari a 2,778968 UA e da un'eccentricità di 0,161360, inclinata di 20,944237ª rispetto all'eclittica.
Chen Cheng-po (1895-1947) è stata una delle figure più iconiche della storia dell'arte taiwanese. È stato il primo artista taiwanese i cui dipinti ad olio sono stati selezionati dalla Mostra d'arte imperiale giapponese.